# Hospital provisional de Canberra contra el coronavirus
El Canberra Coronavirus Field Hospital es un hospital temporal en Canberra, Australia, creado en preparación de la pandemia COVID-19 de 2020. El hospital fue construido por la empresa Aspen Medical, una empresa con sede en Canberra que especializada en construcción de hospitales temporales, y está ubicado en Garran Oval al noreste del campus existente del Hospital de Canberra.

## Historia
El proyecto se anunció el 9 de abril de 2020. En ese momento, 84 pacientes en Canberra habían sido diagnosticados con COVID-19, 9 de los cuales estaban en el hospital. La construcción comenzó ese día y se esperaba que costara  cerca de 23 millones de dólares australianos. El 21 de mayo de 2020, el hospital se inauguró después de solo 37 días de construcción. Poco después, el 24 de mayo de 2020, las autoridades sanitarias de ACT anunciaron que es probable que el hospital no se utilice debido a la prevención exitosa de un brote importante en el territorio. Esto también reduciría el costo del proyecto a A$14 million . El 14 de febrero de 2021, el gobierno de ACT anunció que el hospital, denominado "Garran Surge Center", sería el centro de vacunación de Canberra para la vacuna Pfizer.

## Personal e instalaciones
La instalación contará con 200 profesionales médicos y agregará 44 camas y seis estaciones de reanimación al sistema médico de Canberra, lo que la convierte en una parte importante de los esfuerzos del gobierno local para triplicar la capacidad de cuidados intensivos de 50 a 170 plazas. Además, se construirán para la instalación infraestructura como electricidad, agua, alcantarillado y pasillos cubiertos que lo conecten con el Hospital de Canberra.